# Терекеме (историко-географическая область)
Терекеме (азерб. Tərəkəmə) — историко-географическая область, делившаяся на верхнюю и нижнию; в настоящее время территория входят в состав Дербентского, Кайтагского, Каякентского и Табасаранского районов Дагестана.
Был основан в конце XVI века кайтагским уцмием Султан-Ахмадом, который переселил сюда терекемейцев из Ширвана. 
В верхний Терекеме входили сёла: Аркит, Цанак, Гули, Мола-кент, Янгикент, Туманляр, Чумлы, а также село Башлы.
Большая часть терекемейцев магала Терекеме было раятами.
После ликвидации правления уцмия в 1820 году территория расселения терекеменцев была преобразована в особый Терекеменский участок, находившийся в подчинении у русского пристава, но вскоре вновь была отдана в управление правителям Кайтага. С 1860 года магал Терекеме входил в Нижнекайтагский участок Кайтаго-Табасаранского округа, образованного в составе Дагестанской области. В 1866 году здесь было введено наибское управление, которое в 1900 году было преобразовано в приставство.
В 1921 году Кайтаго-Табасаранский округ вошёл в состав Дагестанской АССР. В июле того же года часть округа была выделена в отдельный Дербентский район.
Основная масса терекеменцев до сих пор компактно проживает в селениях Дербентского района: Берикей, Джемикент, Великент, Геджух , Падар, Мамедкала, Кала, Салик, Сегелер, Чинар, Карадаглы, Уллутеркеме, Татляр и Деличобан.